# Tatarei

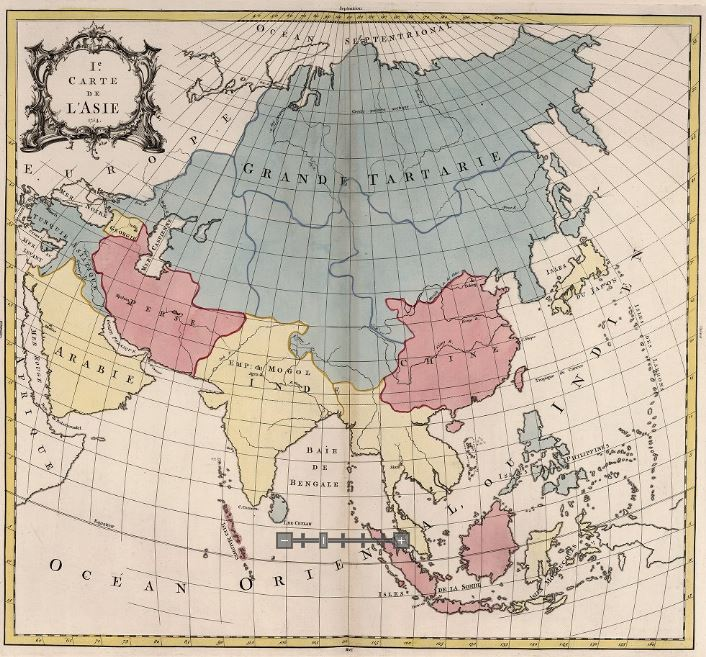
Die Große Tartarei in Nord- und Mittelasien (1754)

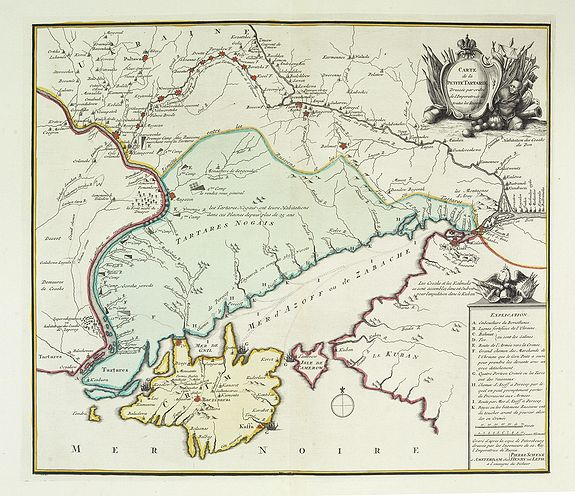
Carte de la Petite Tartarie aus dem Jahr 1785 (im Wesentlichen das Khanat der Krim)

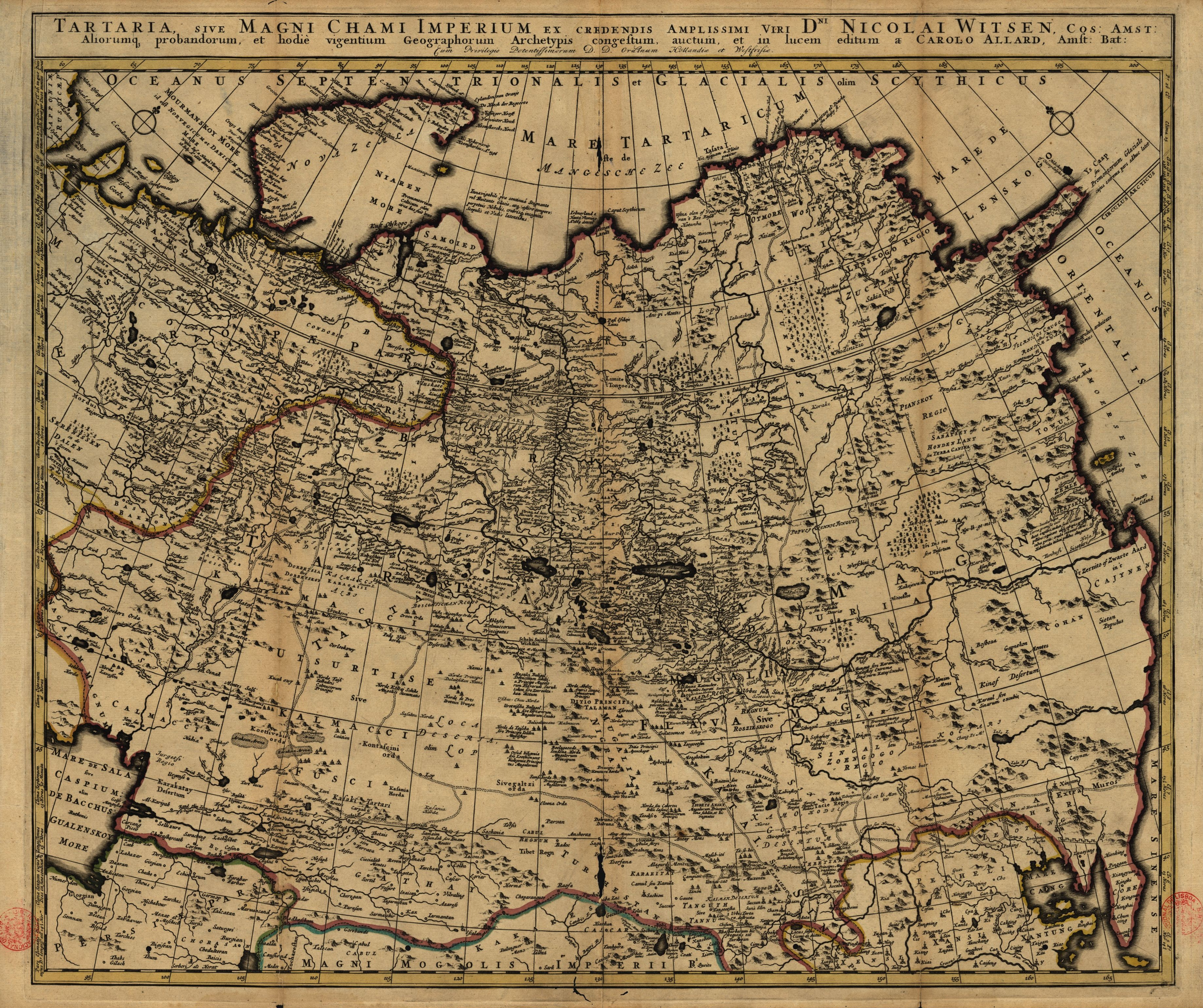
Die von Nicolaas Witsen publizierte Karte Tartaria, sive magni Chami Imperium (Amsterdam 1705)

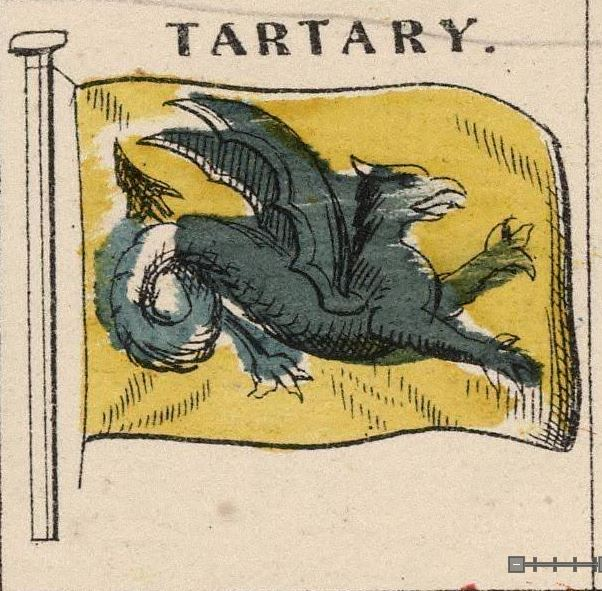
Eine tatarische Flagge mit einem Silant auf gelbem Grund

Tatarei (auch: Tartarei) war bis zum Ende des 18. Jahrhunderts die Bezeichnung für eine Großregion in Zentralasien, Nordasien und Teilen Osteuropas. Dieses Land war die Heimat der Tataren, wie die Mongolen und die Turkvölker verallgemeinernd von den Europäern bezeichnet wurden. Das Herrschaftsgebiet des mongolischen Reiches und seiner Nachfolgestaaten deckte weite Teile der Tatarei ab.
Die historische Bezeichnung Tatarei wurden von den Europäern vom Mittelalter bis ins 19. Jahrhundert verwendet, ist aber heute nicht mehr gebräuchlich. Die Tatarei verlor nach und nach an Bedeutung, da sich mit der Expansion des Russischen Reichs und der russischen Besiedlung die politischen und ethnischen Bedingungen änderten und der Prozess der Assimilation durch das russische Kaiserreich mit der Auflösung der Freien Tartarei Anfang des 19. Jahrhunderts vollendet war.
Die Tatarei wurde in unterschiedliche Teile gegliedert, die wie folgt benannt wurden:
- Die Kleine Tatarei oder Europäische Tatarei umfasste die Steppengebiete Osteuropas nördlich des Schwarzen Meeres und entsprach dem Gebiet der Khanate Astrachan, Kasan und insbesondere des Khanats der Krim mit der Halbinsel Krim und den Gegenden am unteren Dnepr und Don.
- Die Große Tatarei oder Asiatische Tatarei umfasste Zentral- und Nordasien.
- Die Hohe Tatarei oder Chinesische Tatarei umfasste Ostturkestan, die Mongolei und – jedenfalls bei einigen Autoren – auch Teile des Hochlands von Tibet, also Räume, die unter chinesischem Einfluss standen bzw. zeitweise zum Kaiserreich China gehörten.
- Die Freie Tatarei bezeichnete das westliche Turkestan, bevor es unter russische Herrschaft geriet.
- Die Moskowitische Tatarei oder Russische Tatarei umfasste Teile Sibiriens und Turkestans, die durch die Eroberung des Khanates Sibir unter russische Herrschaft geraten waren.
- Die Östliche Tatarei umfasste die Mandschurei und Ostsibirien.

## Belege
1. ↑  Volume III, M-Z - Encyclopaedia Britannica; or, A dictionary of arts and sciences, compiled upon a new plan … - Encyclopaedia Britannica - National Library of Scotland. Abgerufen am 15. März 2019.
2. ↑  Laurence Echard: Diccionario geografico universal: que comprehende la descripcion de las quatro partes del mundo; y de las naciones, imperios, reynos, repúblicas, y otros estados ... & que se encuentran en el globo terraqueo. en la Imprenta de Don Joseph Doblado, 1795 (google.com [abgerufen am 15. März 2019]).
3. ↑  Denis PETAU: The History of the World; Or, an Account of Time. Compiled by the Learned D. Petavius, and Continued by Others, to the Year ... 1659. Together with a Geographical Description of Europe, Asia, Africa and America. [Edited by R. P.] 1659 (google.fi [abgerufen am 15. März 2019]).